# Auspicjum
Auspicjum (łac. auspicium, od avis, ptak + specere, patrzeć) – starożytny rytuał rzymski o korzeniach praindoeuropejskich mający na celu wywnioskowanie woli bogów z lotu wielkich ptaków drapieżnych, przede wszystkim orła, sępa oraz kilku innych gatunków, których identyfikacja jest sporna.

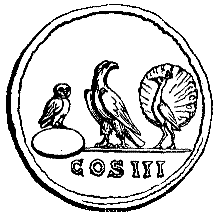
Ptaki poświęcone rzymskim bóstwom: Minerwie (sowa), Jowiszowi (orzeł), Junonie (paw) na złotym medalionie Antonina Piusa

Terminem auspicium określano również mające ten sam cel obserwacje zachowania drobiu (kur) specjalnie do tego celu przechowywanego w klatkach. W celu uzyskania znaku, kury karmiono ziarnem i patrzono, co się stanie: im łapczywiej jadły, tym wynik był pomyślniejszy. Zakłopotanie współczesnych badaczy budzi kwestia – wobec skromnej bazy źródłowej, nierozwiązywalna – w jaki sposób obserwacje żyjących na swobodzie ptaków drapieżnych mogły wyewoluować w obserwacje hodowanych w klatkach kur. Podejrzewa się tu wpływ jakiejś innej tradycji. Natomiast w wyniku sięgającego jeszcze starożytności pomieszania pojęć terminem auspicium określano również inne rodzaje nadprzyrodzonych znaków i wszelkiego rodzaju wróżb, takie jak znaki powstałe w wyniku obserwacji piorunów (właściwie fulgurationes), wnętrzności zwierzęcych (haruspicina), proroczych snów (somnia), transów (vaticinationes) itp.
Auspicja znano też w Galii, Umbrii, Grecji oraz Azji Mniejszej, jednak najwięcej wiadomości o nich mamy od Rzymian. Jest też prawie pewne, że tylko Rzymianie opracowali wszystkie rytuały dotyczące auspicjum z drobiazgową dokładnością i ustalili ścisłe przepisy ich stosowania. Było to konieczne, ponieważ auspicja, sprawowane przez specjalną kastę kapłanów zwanych augurami, stanowiły pomost najściślej łączący ustrój republiki rzymskiej z jej religią państwową. Wszystkie niemal decyzje, jakie zapadały w republice, wszyscy wybrani urzędnicy, wszystko niemal wymagało przed wejściem w życie inauguracji, czyli potwierdzenia przez augurów i za pomocą auspicjów, że dane fakty są zgodne z wolą bogów (albo przynajmniej nie napotykają ich sprzeciwu). Na podstawie znaków wróżebnych orzekano, czy dzień nadaje się do pełnienia urzędów (dies fasti), czy też nie. System ten pozwalał nawet na blokowanie posiedzeń komicjów ludowych.
Ścisłe przestrzeganie tego wymogu utrzymało się przynajmniej do czasów II wojny punickiej. Po okresie schyłku za końcowych lat republiki auspicja zostały odnowione przez Augusta. Kres położyło im wprowadzenie chrześcijaństwa i zakaz uprawiania kultu pogańskiego w IV wieku n.e.

## Auspicja a wróżby
Wbrew pospolitym mniemaniom auspicja nie są wróżbami: tą drogą nie pytano bogów np. "co robić, żeby było dobrze" albo "czy bitwa zostanie wygrana", ale czy zrobienie tego czy owego (np. wydanie bitwy danego dnia, w danych warunkach itp.) ma aprobatę bogów. Odpowiedź mogła być twierdząca, przecząca lub nakazująca odłożenie decyzji na potem (na ogół na inny dzień, w którym auspicja sprawowano ponownie).
Od wróżb auspicja różnią się tym, że nie mają na celu przewidywania przyszłości ani pozyskania od bogów dodatkowej informacji ułatwiającej podjęcie kontrowersyjnej decyzji. Celem auspicjów jest jedynie wzmocnienie ważności takich decyzji przez poparcie jej autorytetem bogów (lub osłabienie jej przez wykazanie braku takowego poparcia).